# Nasr Hamid Abu Zayd
Naṣr Ḥāmid Abū Zayd (in arabo ﻧﺼﺮ حامد ابو زيد‎?; Quhāfa, 7 ottobre 1943 – Il Cairo, 5 luglio 2010) è stato un teologo egiziano.
È noto soprattutto per aver teorizzato un approccio originale all'ermeneutica del Corano, da lui stesso definito umanistico e democratico. Si è trasferito nel 1995 nei Paesi Bassi, dove ha insegnato come docente universitario a Utrecht e a Leida.

## Biografia

### Gioventù
Naṣr Ḥāmid Abū Zayd nasce nel 1943 a Quhafa (governatorato di Tanta), un villaggio rurale situato nella regione del delta del Nilo, tra Alessandria e Il Cairo. All'età di tre anni inizia a frequentare il kuttāb (la scuola coranica), e completa la memorizzazione del Corano a soli 8 anni. Nel 1957 il padre (malato e preoccupato per le sorti economiche della famiglia) lo manda a frequentare un istituto professionale. A 17 anni Naṣr Ḥāmid Abū Zayd consegue il diploma di radiotecnico e inizia a lavorare al Cairo presso il reparto radio della polizia del Ministero degli Interni, dove resterà per dodici anni.

### Inizio della carriera accademica
Nel 1967 Naṣr Ḥāmid Abū Zayd cerca di essere ammesso all'università di al-Azhar, ma non vi riesce a causa del numero chiuso; l'anno seguente, tuttavia, corona il proprio sogno venendo ammesso alla facoltà di Lettere dell'Università del Cairo. Nel 1972 consegue con lode l'Artium Baccalaureus (laurea triennale) in Studi Arabi, e diventa assistente universitario. Nel 1977 ottiene, ancora con lode, il Magister Artium (laurea magistrale) in Studi Arabi e Islamici, presentando una tesi sui Mutaziliti, dal titolo al-Ittijāḥ al-ʿaqlī fī l-tafsīr: Dirāsa fī qaḍiyat al-majāz fī l-Qurʾān ʿinda l-Muʿtazila ("Il razionalismo nell'esegesi coranica: studio sulla questione della metafora coranica nella Muʿtazila").

### Studi all'estero
Nel 1978 Naṣr Ḥāmid Abū Zayd ottiene una borsa di studio della Fondazione Ford presso il Center for Middle East Studies dell'Università della Pennsylvania (Filadelfia). Durante il soggiorno negli Stati Uniti scopre l'ermeneutica, approfondendo il pensiero del mistico sufi di Ibn ʿArabī e di autori europei contemporanei come Gadamer, Heidegger e Ricoeur.
Nel 1980 ottiene il dottorato con lode in Studi Arabi e Islamici con una tesi su Ibn ʿArabī, dal titolo Falsafat al-taʾwīl: dirāsa fi taʾwīl al-Qurʾān ʿinda Muḥyī al-Dīn ibn ʿArabī ("La filosofia dell'ermeneutica: studio dell'ermeneutica coranica di Ibn ʿArabī"). Nel 1982 viene nominato professore assistente presso il dipartimento di Lingua e Letteratura Araba della Facoltà delle Arti dell'Università del Cairo. Nel 1981, insieme ad altri docenti, viene espulso dall'università in seguito all'emanazione delle cosiddette risoluzioni di settembre di Sādāt. Il successivo ricorso legale viene accolto ma, quando Naṣr Ḥāmid Abū Zayd rientra all'università, scopre di essere stato oggetto, insieme agli altri professori, di una campagna di diffamazione; il mutato clima lo convince a trasferirsi presso l'Università di Khartum (Sudan) come visiting professor.

### Rientro in Egitto e persecuzioni
Dopo questa esperienza e una permanenza di quattro anni in Giappone (1984-1989), Naṣr Ḥāmid Abū Zayd rientra al Cairo. La sua domanda di promozione a professore ordinario (1992) viene respinta dal Senato accademico, soprattutto a causa dell'opposizione dell'Imam ʿAbd al-Ṣabūr Shāhīn, che definisce gli scritti di Naṣr Ḥāmid Abū Zayd "esplicite offese nei confronti della fede islamica" e diffonde nei suoi confronti l'accusa (diffusa poi anche dai media egiziani) di apostasia. Lo stesso anno, l'avvocato Ṣamīda Abū Ṣamāda, della corte civile di primo grado di Giza, avvia un procedimento volto ad annullare il matrimonio fra Abu Zayd e la moglie Ibtihāl Yūnis in virtù della cosiddetta legge della vergogna promulgata nel 1978 dal regime di Sādāt, sulla base della quale un cittadino sospettato di non essere credente poteva arrivare a perdere i diritti politici. A un primo rifiuto delle richieste di Ṣamīda Abū Ṣamāda da parte della corte di primo grado (27 gennaio 1994) segue il 14 gennaio 1995 la condanna di Naṣr Ḥāmid Abū Zayd da parte della corte di appello. Naṣr Ḥāmid Abū Zayd viene riconosciuto colpevole di apostasia e il suo matrimonio viene annullato, a causa dell'illiceità di un matrimonio fra un murtadd (apostata) e una donna di fede islamica. Lo stesso verdetto viene espresso il 5 agosto 1996 dalla Corte di cassazione, con una sentenza controversa che secondo molti violerebbe sia la costituzione egiziana, sia diverse normative internazionali.

### Trasferimento nei Paesi Bassi
In risposta alla sentenza nei suoi confronti, Nasr Hāmid Abū Zayd decide di trasferirsi con la moglie nei Paesi Bassi (il 24 ottobre 1995), dove viene accolto come visiting professor.
Nel 1998, in seguito a pressioni sia nazionali che internazionali, il presidente Mubārak promulga una nuova legge che limiti l'applicazione della "legge della vergogna", anche se la sentenza di condanna non viene annullata. Il professor Naṣr Ḥāmid Abū Zayd decide comunque di rimanere nei Paesi Bassi e nel 2004 gli viene assegnata la cattedra  'Ibn Rushd's Chair of Islam and Humanism per gli studi umanistici islamici presso l'Università di Utrecht.

## L'ermeneutica democratica del Corano
L'originale approccio di Naṣr Ḥāmid Abū Zayd all'ermeneutica del Corano ha iniziato a delinearsi nell'opera The Qur'ān: God and Man in Communication ("Il Corano: Dio e Uomo in comunicazione", 2000). Naṣr Ḥāmid Abū Zayd sostiene che tutte le diverse dottrine e scuole di pensiero islamiche concordano nell'affermare che "il Corano è la Parola di Dio rivelata al profeta Muḥammad, in pura lingua araba ( ʿarab mubīn), nell'arco di 23 anni". In questo modo Naṣr Ḥāmid Abū Zayd evidenzia l'aspetto comunicativo insito nel Corano e il legame indissolubile che esso ha, pur continuando a essere riconosciuto come "Parola di Dio", con l'ambiente dal quale è emerso. Il testo sacro risulta quindi legato alla lingua nella quale è stato comunicato (l'arabo), al suo periodo storico (la Penisola araba nel VII secolo d.C.) e al suo contesto socio-culturale (la società tribale araba). Naṣr Ḥāmid Abū Zayd sostiene che il riferimento cronologico ha una importanza fondamentale: esso deve essere preso in considerazione per mettere in relazione la sua struttura semantica e la realtà storica in cui tale struttura si è originata. Vanno quindi considerati con attenzione i passaggi attraverso i quali, storicamente, il Corano ha assunto la forma odierna. Un'importanza fondamentale è rivestita dal periodo del califfo ʿUthmān b. ʿAffān (reg. 644-656 d.C.), durante il quale si avviò il processo di canonizzazione (che incluse l'aggiunta dei segni diacritici e vocalici al testo originario) e il riordinamento dei versetti e delle sure nell'ordine attuale (il cosiddetto tartīb al-tilāwa, ossia l'"ordine di recitazione") che differisce in modo significativo dall'"ordine di rivelazione" (tartīb al-nuzūl ). Secondo Naṣr Ḥāmid Abū Zayd, occorre partire da tutti questi elementi per comprendere come si è formato il Corano e le conseguenze pratiche di questa evoluzione storica.
Un altro importante punto di riflessione è quello legato alla dibattuta questione degli "Attributi divini" (Potenza, Scienza, Vita ecc.) e, in special modo, della Parola (Kalām). Il Corano infatti, definito "Parola di Dio" ( Kalām Allāh ), viene considerato "increato" dopo un lungo e aspro dibattito teologico dipanatosi specialmente in base alle riflessioni di Aḥmad b. Ḥanbal nel IX secolo. Questa "increatezza" è il necessario corollario, secondo alcuni, della identificazione del Testo sacro con l'attributo della parola di Dio, per definizione eterno a parte ante.

Ciò ha riflessi non di poco conto sul pensiero islamico, dal momento che una simile concezione del Corano comporta una sua eternità immodificabile e un rifiuto radicale di qualsiasi sua evoluzione, allontanando i pensieri fondanti dell'Islam (basato sugli assunti coranici) dal dinamismo che è implicito nel divenire della storia.

Pensare invece - come facevano i Muʿtaziliti - che il Corano sia stato creato da Dio, necessariamente quando (per ascoltare e capire la Sua Parola) fu da Lui plasmato il primo essere umano, dotato degli strumenti fisici e intellettivi necessari per tale ascolto e comprensione, comporta esiti ben diversi. Si accoglie infatti la storia come elemento dinamico e trasformatore del mondo, cui poter legittimamente far riferimento al fine di adeguare il pensiero islamico alle sfide che inevitabilmente il fluire del tempo comporta per l'uomo e le società che egli costituisce. Per questo suo sostegno della "createzza" nel tempo del Corano, Naṣr Ḥāmid Abū Zayd è stato definito da alcuni studiosi del pensiero islamico contemporaneo un "neo-muʿtazilita".
Le più recenti evoluzioni del suo pensiero hanno portato Naṣr Ḥāmid Abū Zayd a discostarsi dagli approcci riformisti precedenti (che pure avevano già tentato di "rinegoziare" il significato del testo sacro) attraverso lo studio del Corano non più come "testo", ma come "discorso". Questo cambiamento, se condiviso, può portare a riconsiderare il Corano come insieme di "discorsi" influenzati dalla sua dimensione culturale e storica. Restituire il discorso coranico alla sua natura dinamica (di dialogo) corrisponde quindi anche a un'apertura "democratica", che libera la Parola di Dio dalle manipolazioni politiche, ideologiche e sociali.

## Opere

### Opere principali
- Mafhūm al-naṣṣ: dirāsa fī ʿulūm al-Qurʾān[3], Il Cairo 1990, Beirut 1991, quinta edizione 1998.
  - Recensioni dell'opera sopraccitata:
    - Mahmoud, Mohamed; in Journal of Arabic literature, 25 II (1994), pp. 181–184 (E);
    - Mneimneh, Hassan; (I) in Harvard and Middle Eastern and Islamic Review, 1 I (1994), pp. 126–128 (E);
    - Kermani, Navid; in Orient (Opladen, 36 II 1995); pp. 344–346 (G).
- Voice of an Exile, coautore: Esther R. Nelson; Praeger Publisher, Greenwood Publishing Group Inc., USA, marzo 2004, ISBN 0-275-98250-5.
- Reformation of Islamic Thought: A Critical Historical Analysis, coautori Katajun Amirpur e Mohamad Nur Kholis Setiawan, edito da Amsterdam University Press (settembre 2006), 113 pp., ISBN 90-5356-828-X.

### Opere tradotte in italiano
- Islam e storia: Critica del discorso religioso, Bollati Boringhieri, Torino 2002.
- Testo sacro e libertà. Per una lettura critica del Corano, antologia di testi a cura di Federica Fedeli, introduzione di Nina zu Fürstenberg, I libri di Reset, Marsilio editori, Venezia 2012, ISBN 978-88-317-1091-6
- Una vita con l'Islam, Il Mulino, Bologna 2004.

### Opere disponibili online
- La legge talebana non è quella del Corano., Reset-Dialogues on Civilizations
- The Qur'an: God and Man in Communication (PDF), su let.leidenuniv.nl.
- The Qur'an, Islam and Muhammad., Reset-Dialogues on Civilizations
- The Qur'anic Concept of Justice, su them.polylog.org.
- Rethinking the Qur’an: towards a humanistic hermeneutics (PDF), su cihrs.org. URL consultato il 21 maggio 2007 (archiviato dall'url originale il 12 ottobre 2007).

### Fonti secondarie
- Abaza, Mona; "Civil Society and Islam in Egypt: the case of Nasr Hamid Abu Zayd", in Journal of Arabic, Islamic and Middle Eastern Studies, 2 II (1995), pp. 29–42.
- Abu El-Magd, Nadia; When the professor can't teach, articolo pubblicato su Al Ahram Weekly, n. 486, giugno 2000. Al-Ahram Weekly (archiviato dall'url originale il 16 luglio 2009)..
- al-ʿAwwā, Muhammad Salīm; "'Un arrêt devenu une “affaire”", presentazione e traduzione dall'arabo di B. Dupret, in Egypte/Monde Arabe, 29 (1997), pp. 153-173.
- Nasr Hamid Abu Zayd, l'alternativa islamica al fondamentalismo religioso, articolo del 3 marzo 2005.  Asia News. URL consultato il 27 marzo 2018 (archiviato dall'url originale il 29 settembre 2007).
- Bajazet; "La tradition? Quelle tradition?", in Monde Arabe Maghreb-Machrek, 151 (1996), pp. 23–31; 141-142.
- Bakr, Ayman e Colla, E.; "Silencing is at the heart of my case", in Middle East Report, 185/23 VI (1993), pp. 27–29; 31. Intervista ad Abu Zayd sul rifiuto della cattedra. Pubblicata anche nella raccolta Political Islam: essays from Middle East Report, a c. di J. Beinin & J. Stork, Tauris, London 1997, pp. 327–334.
- Balz, Kilian; Submitting faith to judicial scrutiny through the family trial: the Abu Zayd case, in Welt des Islams, New Ser., Vol. 37, n. II (luglio 1997), pp. 135–155.
- The Center for Human Rights Legal Aid (C.H.R.L.A.), Dossier 14-15: From Confiscation to Charges of Apostasy, settembre 1996.   WLUML. URL consultato il 14 ottobre 2017 (archiviato dall'url originale il 21 maggio 2009)..
- Dallmayr, Fred, Opening the Doors of Ijtihad,  Reset-Dialogues on Civilizations.
- Fedeli, Federica (a cura di), introduzione di Nina zu Fürstenberg, Testo sacro e libertà. Per una lettura critica del Corano, I libri di Reset, Marsilio editori, Venezia 2012, ISBN 978-88-317-1091-6
- zu Fürstenberg, Nina; Poter interpretare il Corano, ecco la chiave, intervista ad Abu Zayd pubblicata nella rivista bimestrale Reset, n. 89 (Maggio-giugno 2005), pp. 32–35, Viterbo, ISNN 1594-9893.
- Liberti, Stefano; Un apostata tra Islam e Occidente, articolo pubblicato il 1º marzo 2005 sul quotidiano italiano Il Manifesto. Il testo è reperibile anche online all'indirizzo:  Didaweb. .
- Loussaini, Zouhir; Incontri: Hamid Abu Zayd, intervista di Rai News 24 del 23 agosto 2005.  Rai News 24.
- Saeed, Abdullah; Islamic Banking and Interest: a study of the Prohibition of Riba' and its contemporary Interpretation (Leiden 1996), Bibliotheca Orientalis, LVII n. 5/6; parte di Abu Zayd: settembre-dicembre 2000, pp. 736–739 (E).
- Salem, Adel; To whom does Islam really belong?, articolo del 3 dicembre 2005 sulla cerimonia di consegna del riconoscimento Ibn Rushd 2005 ad Abu Zayd.  Jerusalem I love you. URL consultato il 13 giugno 2019 (archiviato dall'url originale il 28 settembre 2007). .
- Sfeir, G.N.; "Basic freedoms in a fractured legal culture: Egypt and the case of Nasr Hamid Abu Zayd", in Middle East Journal, 5 III (1998), pp. 402–414.
- Tagliaferri, Federico; "Diritti umani e Islam, binomio possibile", intervista ad Abu Zayd, in Popoli (rivista mensile internazionale dei gesuiti), n. 1, Milano: gennaio 2006, pp. 58–59.